# 松風町 (西宮市)
松風町（まつかぜちょう）は、兵庫県西宮市にある町丁。郵便番号は662-0073。

## 地理
東は獅子ケ口町、西は豊楽町、南は石刎町、北は西平町と隣接している。

## 交通

### 鉄道
鉄道は走っていない。

### バス
夙川駅前の停留所は当町内にある。
| 路線名   | 業者     | 起点   | 町内の停留所                         | 終点   | 備考      |
| -------- | -------- | ------ | ------------------------------------ | ------ | --------- |
| 鷲林寺線 | 阪神バス | (環状) | (神園町)-北夙川小学校前-(南越木岩町) | (環状) | 2往復のみ |

## 校区
出典:
| 区域 | 小学校       | 中学校       |
| ---- | ------------ | ------------ |
| 全域 | 北夙川小学校 | 苦楽園中学校 |

## 施設
- 松風公園
- 西宮市消防局 西宮消防署 北夙川分署